# Marbuel
Marbuel je démon, sedmý vládce pekelného vojska, jedná se o nejvyššího démona Luny a vládce gnómů v magických grimoárech připisovaných Dr. Johannu Faustovi.

## Magia innaturalis
Nejrozsáhleji je o Marbuelovi pojednáváno v grimoáru Magia innaturalis, kde je mu věnováno celkem šest kapitol. Marbuel je zde popisován jako vládce zemských hlubin, v jeho moci je vyučovat umění a vědy a také odhalovat vše skryté v hlubinách země. Jeho vyvolávání je možné v pondělí, což je den tradičně připisovaný Luně. Zjevuje se v podobě člověka s šedou kutnou a kozlími kopýtky. Marbuelovi vládne Archanděl Gabriel.

## Divadlo
Postava Marbuela, jako oklameného čerta vystupuje ve známé divadelní hře Čert a Káča.

## Použitá literatura
- Veselý, Josef, Sedm pekelných inteligencí, Vodnář 2004, ISBN 80-86226-45-X